# Funbolt
funbolt（フンボルト、1969年10月23日 - ）は、日本のイラストレーター。島根県出身。主にトレーディングカードゲームの『レンジャーズストライク』をはじめ、特撮イラストを中心に活躍中。

## 作品
アーケードゲーム
- 百獣大戦アニマルカイザー（バンダイナムコゲームス） （マシン軍団デザイン）
- 百獣大戦グレートアニマルカイザーゴッド（バンダイナムコゲームス） （マシン軍団デザイン）
- 友情装着!ブットバースト（バンダイナムコゲームス） （魔人、魔蟲デザイン）

オンラインゲーム
- みんなで遊ぶ三国志（KONAMI）

雑誌
- 宇宙船（ホビージャパン） （表紙、ピンナップイラスト、ロゴデザイン）
- マクロス・クロニクル（ウィーヴ）（挿絵）
- 週刊 マクロス・クロニクル（新訂版）（デアゴスティーニ・ジャパン）（挿絵）
- 週間ガンダム パーフェクト・ファイル（デアゴスティーニ・ジャパン）（挿絵）
- 週刊宇宙戦艦ヤマト オフィシャル ファクトファイル（デアゴスティーニ・ジャパン）（挿絵）

カードゲーム
- レンジャーズストライク（バンダイ）（カードイラスト）
- フュージョン戦記ガンダムバトレイヴ（バンダイ）（カードイラスト）
- ガンダムウォー（バンダイ）（カードイラスト）
- 大怪獣バトル ULTRA MONSTERS（バンダイ|円谷プロ）（カードイラスト）
- 天元突破グレンラガン ドリル銀河大戦カードゲーム（KONAMI）（カードイラスト）
- スーパー戦隊バトル ダイスオー（バンダイ）（カードイラスト）
- 仮面ライダーバトル ガンバライド（バンダイ）（カードイラスト）
- カードファイト!! ヴァンガード（ブシロード）（カードイラスト）
- ガンダムトライエイジ（バンダイ）（カードイラスト）
- 仮面ライダーバトル ガンバライジング（バンダイ）（カードイラスト）
- 大怪獣ラッシュ ウルトラフロンティア（バンダイ|円谷プロ）（カードイラスト）

食玩
- 神宝大戦テオスマキア（バンダイ）（カードイラスト）
- 戦国絢爛チョコ/激突！関ヶ原編、覇王降臨編（バンダイ）（カードイラスト）
- ほねほねザウルス（カバヤ食品）（デザイン・パッケージイラスト）
- メカメカザウルス（カバヤ食品）（デザイン・パッケージイラスト）

その他
- 天元突破グレンラガン（コトブキヤ・プラスチックキットボックスアート）（ニンテンドーDS版パッケージイラスト）
- GAINAX NET（GAINAX）（TOPページイラスト）
- 戦国驍刃デュラハン〜下弦の継承者〜 (RA-SEN) （メカニックデザイン）（イラスト）
- アルファマン・リターンズ (久楽健太) （表紙イラスト）
- 総天然色ウルトラQ公式ガイドブック (角川書店) （怪獣解剖図イラスト）
- ガンダムエース (角川書店) （GAME'S MSV／MS-19ドルメルイラスト）

アニメーション
- 革命機ヴァルヴレイヴ (サンライズ) （キルシュバオムコンセプト）
- 蒼き鋼のアルペジオ (サンジゲン) （劇場版 蒼き鋼のアルペジオ -アルス・ノヴァ- Cadenza ポスタービジュアル）